# Chloe Adams
Chloe Adams (Lichfield, 21 gennaio 1998) è una cantante e cantautrice inglese.
Il 3 settembre 2013 ha iniziato a pubblicato video sul suo canale YouTube, il quale vanta oltre 230 mila iscritti e oltre 31,5 milioni di visualizzazioni.

## Biografia
Ha iniziato la sua carriera nel 2013, pubblicando una serie di cover di canzoni famose di altri artisti su YouTube e su Facebook.
A partire dal 2017, ha pubblicato una serie di singoli, tra cui Pretty's on the Inside e The Doctor Said, che hanno ottenuto milioni di ascolti su Spotify. Nel 2017 è stata definita da MTV come "la nuova Avril Lavigne".
Nel 2019 ha pubblicato il suo primo EP, una raccolta di 5 suoi singoli cantanti dal vivo.
Nel 2023 pubblica il suo album di debutto, The Monster You Made Me, il quale include i singoli Dirty Thoughts, Dead To Me, Seasons, Take Me To Hell e Crying In My Bedroom.

## Discografia

### Album in studio
- 2023 – The Monster You Made Me

### Extended play (EP)
- 2019 – Live at the Green Note

### Singoli
- 2013 – Strings With No Sound[3]
- 2013 – California[4]
- 2013 – Won't Be Like Me[5]
- 2013 – All I Need[6]
- 2016 – Make Your Move[7]
- 2017 – The Doctor Said[8][9]
- 2017 – Never Been Kissed[10]
- 2017 – She's A Sl*t[11]
- 2017 – Pretty's on the Inside
- 2018 – Messed Up (feat. Once Monsters)
- 2018 – Bonfire Night
- 2018 – No Money[12]
- 2018 – Auld Lang Syne
- 2019 – Young Forever
- 2019 – Cruel
- 2019 – Kiss Chase[13]
- 2019 – Don't Shoot That Gun
- 2019 – Devil in the Red Dress
- 2020 – If You Don't Like Me
- 2020 – Do You Believe In Magic?
- 2020 – Jail Time
- 2021 – Time Machine
- 2021 – All The Good Ones
- 2021 – She Used To Be Mine
- 2021 – Dirty Thoughts
- 2022 – Dead To Me
- 2022 – Seasons
- 2022 – Dead To Me (Do Revenge Remix)
- 2022 – Take Me To Hell
- 2023 – Crying In My Bedroom
- 2023 – Barbie Doll
- 2024 – Fake My Own Death